# Davin Joseph
Davin Joseph (Hallandale, 22 novembre 1983) è un ex giocatore di football americano statunitense che ha giocato nel ruolo di offensive guard nella National Football League (NFL). Fu scelto nel corso del primo giro (23º assoluto) del Draft NFL 2006 dai Tampa Bay Buccaneers. Al college ha giocato a football all’Università dell'Oklahoma.

## Carriera professionistica

### Tampa Bay Buccaneers
Joseph fu scelto dai Tampa Bay Buccaneers come 23º assoluto nel Draft 2006. Nella sua stagione da rookie partì come titolare in 12 partite su 13 come guardia destra. Nella sua seconda stagione divenne titolare a tempo, partendo tutte le 16 partite dall'inizio. Nel 2008 fu convocato per il suo primo Pro Bowl, selezione che si ripeté alla fine della stagione 2011.
Nella terza gara della pre-stagione 2012 contro i New England Patriots, Joseph si infortunò a un ginocchio quando il compagno Donald Penn bloccò Chandler Jones facendolo cadere sul suo ginocchio. A causa di quest'infortunio perse tutta la stagione. Tornò in campo nella successiva disputando tutte le 16 gare come titolare. L'8 marzo 2014 fu svincolato dai Buccaneers.

### St. Louis Rams
Il 28 maggio 2014, Joseph firmò coi St. Louis Rams. Si ritirò a fine stagione.

## Palmarès
- Convocazioni al Pro Bowl: 2

2008, 2011